# Troy Brouwer
Troy Brouwer (* 17. August 1985 in Vancouver, British Columbia) ist ein ehemaliger kanadischer Eishockeyspieler, der im Verlauf seiner aktiven Karriere zwischen 2001 und 2020 unter anderem 957 Spiele für die Chicago Blackhawks, Washington Capitals, St. Louis Blues, Calgary Flames und Florida Panthers in der National Hockey League (NHL) auf der Position des rechten Flügelstürmers bestritten hat. Seinen größten Karriereerfolg feierte Brouwer in Diensten der Chicago Blackhawks mit dem Gewinn des Stanley Cups im Jahr 2010.

## Karriere

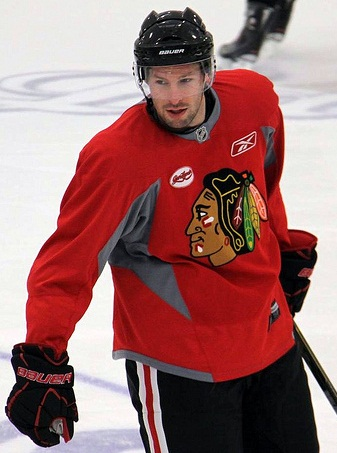
Brouwer im Trainingsdress der Chicago Blackhawks

Troy Brouwer wurde während des NHL Entry Draft 2004 in der siebten Runde als insgesamt 214. Spieler von den Chicago Blackhawks aus der National Hockey League (NHL) ausgewählt. Seine Karriere als Eishockeyspieler begann der Kanadier bei den Moose Jaw Warriors, für die er von 2001 bis 2006 insgesamt fünf Jahre in der Western Hockey League (WHL) spielte. In seiner letzten Spielzeit bei den Warriors erhielt er die Bob Clarke Trophy als Topscorer der WHL mit 102 Scorerpunkten. Darunter befanden sich 49 Tore. Zudem wurde er in das WHL East First All-Star Team gewählt. Anschließend wurde er im Sommer 2006 in den Kader der Norfolk Admirals, dem damaligen Farmteam der Chicago Blackhawks, aus der American Hockey League (AHL) aufgenommen. In seiner ersten Saison im professionellen Eishockey erzielte Brouwer 79 Punkte, davon 41 Tore, für Norfolk in der AHL und gab sein Debüt für Chicago in der NHL. Für die Blackhawks blieb er in zehn Spielen jedoch punktlos.
In der Saison 2007/08 spielte Brouwer 75-mal für die Rockford IceHogs, den neuen Kooperationspartner Chicagos, in der AHL und erzielte 54 Punkte, darunter 35 Tore. Am 23. März 2008 erzielte Brouwer in einem Spiel gegen die St. Louis Blues seinen ersten Scorerpunkt in der NHL, als ihm eine Torvorlage gelang. In der Saison 2009/10 gewann er mit Chicago den Stanley Cup. Am 24. Juni 2011 gaben ihn die Blackhawks im Austausch für ein Erstrunden-Wahlrecht im NHL Entry Draft 2011 an die Washington Capitals ab und erhielt dort einen Vertrag über zwei Jahre Laufzeit.
Im Juli 2015 wurde Brouwer samt Pheonix Copley und einem Drittrunden-Wahlrecht für den NHL Entry Draft 2016 an die St. Louis Blues abgegeben. Die Capitals erhielten im Gegenzug T. J. Oshie. Nach einer Spielzeit in St. Louis erhielt der Angreifer keinen neuen Vertrag von den Blues, sodass er im Juli 2016 als Free Agent einen Vierjahresvertrag bei den Calgary Flames unterzeichnete. Dieser wurde jedoch bereits im August 2018 aufgelöst, sodass ihm seine zwei verbleibenden Vertragsjahre ausgezahlt wurden (buy-out). Anschließend wurde der Kanadier von den Florida Panthers für ein Jahr verpflichtet, sein Vertrag jedoch anschließend nicht verlängert. In der Folge schloss er sich erst im November 2019 auf Probe den St. Louis Blues an, ehe er wenig später einen festen Vertrag bei seinem früheren Arbeitgeber erhielt. Dieser wurde im Oktober 2020 nicht verlängert und Brouwer fand in der Folge kein neues Team. Im November 2021 gab der 36-Jährige bekannt, sich aus dem aktiven Sport zurückzuziehen.

### International
Für die kanadische Nationalmannschaft debütierte Brouwer bei der Weltmeisterschaft 2014 in der belarussischen Landeshauptstadt Minsk. Diese schlossen die Kanadier auf dem fünften Rang ab, zu dessen Erreichen Brouwer ein Tor in acht Einsätzen vorbereitete.

## Erfolge und Auszeichnungen
| - 2006 Bob Clarke Trophy - 2006 WHL East First All-Star Team - 2006 CHL Second All-Star Team - 2007 Teilnahme am AHL All-Star Classic | - 2007 AHL All-Rookie Team - 2007 AHL Second All-Star Team - 2010 Stanley-Cup-Gewinn mit den Chicago Blackhawks |

## Karrierestatistik

### International
Vertrat Kanada bei:
- Weltmeisterschaft 2014

(Legende zur Spielerstatistik: Sp oder GP = absolvierte Spiele; T oder G = erzielte Tore; V oder A = erzielte Assists; Pkt oder Pts = erzielte Scorerpunkte; SM oder PIM = erhaltene Strafminuten; +/− = Plus/Minus-Bilanz; PP = erzielte Überzahltore; SH = erzielte Unterzahltore; GW = erzielte Siegtore; 1 Play-downs/Relegation; Kursiv: Statistik nicht vollständig)